# Uteodon
Uteodon aphanoecetes
Genre
Espèce
Synonymes
- Camptosaurus aphanoecetes Carpenter & Wilson, 2008

Uteodon est un genre de dinosaures herbivores classé parmi les Iguanodontia qui n'est représenté que par l'espèce type Uteodon aphanoecetes. Il appartient à un clade basal de la famille des Iguanodontia. Cet animal a vécu à la fin de la période du Jurassique dans ce qui est maintenant le Comté de Uintah, dans l'Utah. Il a été découvert dans le membre (sous-unité) de Brushy Basin de la Formation de Morrison.

## Historique et systématique
Les os de l'Uteodon ont été trouvés il y a plus d'un siècle dans une roche datée de près de 150 millions d'années dans l'Utah. Ce genre a été nommé par Andrew T. McDonald (d) en 2011. L'espèce type, Uteodon aphanoecetes, était précédemment classée dans le genre Camptosaurus, sous le taxon Camptosaurus aphanoecetes, et a été décrite par Kenneth Carpenter et Yvonne Wilson (d) en 2008.
Les différences entre l'Uteodon et le genre Camptosaurus résident dans la forme du crane, des épaules et des hanches notamment.

Size comparison of Uteodon, a camptosaur from Jurassic North America. Based on Hartman (2013)

L'Uteodon reste encore mal connu.